# Football Federation of Sri Lanka
Die Football Federation of Sri Lanka (abgekürzt FFSL; deutsch Sri-lankischer Fußballverband) ist der nationale Fußballverband des Inselstaates Sri Lanka.

## Geschichte
Der Verband mit Sitz in der sri-lankischen Hauptstadt Colombo wurde am 3. April 1939 bei der Gründungsversammlung im Galle Face Hotel als Ceylon Football Association (CFA) ins Leben gerufen und 1952 beim 30. FIFA-Kongress in Lissabon (fälschlicherweise wird auch 1950 angegeben) in den Weltfußballverband aufgenommen. 1954 erfolgte der Beitritt zum asiatischen Kontinentalverband AFC, 1997 war die Football Federation of Sri Lanka neben Bangladesch, Indien, den Malediven, Nepal und Pakistan eines von sechs Gründungsmitgliedern des südasiatischen Regionalverbandes SAFF.
Der Verband richtet unter anderem die Sri Lanka Football Premier League sowie den Sri Lanka FA Cup aus. Die Nationalmannschaft der Männer konnte sich bisher weder für eine Weltmeisterschaft noch für eine Asienmeisterschaft qualifizieren; größter Erfolg ist der Gewinn der Südasienmeisterschaft 1995 sowie der zweite Platz beim AFC Challenge Cup 2006. Die Nationalmannschaft der Frauen erreichte als bisher größte Erfolge in den Jahren 2012 und 2014 jeweils das Halbfinale der Südasienmeisterschaft. Einzige Mannschaft der FFSL, die jemals an einer Kontinentalmeisterschaft teilgenommen hat, ist die U-19-Auswahl der Männer. Diese nahm zwischen 1959 und 1986 insgesamt zehnmal an Asienmeisterschaften ihrer Altersklasse teil; größter Erfolg war das Erreichen des Viertelfinals der besten acht Mannschaften im Jahr 1967.
Das Senatsmitglied Sir John Tarbat beaufsichtigte seit April 1939 den neu gegründeten Verband unter der Leitung von C. W. Mackie Jr.; nachdem die Arbeit der Ceylon Football Association während des Zweiten Weltkrieges nahezu zum Erliegen gekommen war, wurde 1946 Capt. W. T. Brindley zum Verbandspräsidenten gewählt. Im Mai 2015 übernahm Anura De Silva das Amt des FFSL-Präsidenten von Vorgänger Ranjith Rodrigo.
Zu den bekanntesten Fußballspielern, die Sri Lanka in seiner Geschichte hervorbrachte, zählen unter anderem Channa Ediri Bandanage und Weerarathne Jayasuriya Kasun Nadika, Peter Ranasinghe, Muzammil Hassimdeen und Mahinda Aluwihara.